# Blue Hole (Floride)
Pour les articles homonymes, voir Blue Hole.
Le Blue Hole, littéralement « Trou Bleu » en anglais, est un petit plan d'eau artificiel au centre de Big Pine Key, une île des États-Unis d'Amérique située dans l'océan Atlantique au sein des Lower Keys, dans  l'archipel des Keys, et qui relève, d'un point de vue administratif, du comté de Monroe, dans le sud de la Floride. Il s'agit d'une carrière d'oolithe abandonnée qui servit peut-être à la construction d'un chemin de fer au début du XXe siècle, l'Overseas Railroad, ou plus sûrement durant les travaux routiers conduits à proximité quelques décennies plus tard.
Infiltré par l'eau de mer, cet ancien emprunt est aujourd'hui le principal plan d'eau de son île et le seul de tout l'archipel des Keys à disposer d'une réserve en eau douce conséquente. Alimentée par les pluies, cette dernière forme une couche à sa surface devenue essentielle à l'écologie de la région. De fait, désormais situé au cœur du National Key Deer Refuge, un National Wildlife Refuge qui protège le cerf des Keys, sous-espèce menacée du cerf de Virginie, le Blue Hole concentre une faune variée, parmi laquelle des poissons, des tortues et des oiseaux dulçaquicoles.
Le plan d'eau convient également aux alligators d'Amérique. Animaux rares dans le reste des Keys, ils constituent, pour les guides de voyage, son attraction principale. Sur place, un kiosque et un sentier d'interprétation informent les visiteurs à leur sujet. Mais au cours des années 2000, les rangers et autres volontaires qui s'y relaient ont eu à déplorer, que ce soit du fait des ouragans ou à cause des dégradations et déprédations humaines, la mort de plusieurs spécimens. Site touristique le plus visité de Big Pine Key, le Blue Hole n'abritait plus qu'une seule femelle début 2009 jusqu'à ce qu'en mai de cette même année une autre la rejoigne.

## Géographie physique

### Localisation et accès

#### Localisation

Localisation de Big Pine Key dans le comté de Monroe, en Floride.

Le Blue Hole est situé par 24° 42' 21" de latitude nord et par 81° 22' 51" de longitude ouest. Il se trouve ainsi au centre de Big Pine Key,, une île des Lower Keys, le groupe le plus méridional de l'archipel des Keys, aux États-Unis. Ce dernier s'étire de l'océan Atlantique Nord au golfe du Mexique en ménageant au sud de la péninsule de Floride un bras de mer appelé baie de Floride. Toute la région fait partie, administrativement, de l'État de Floride, Big Pine Key et le Blue Hole relevant plus précisément de son comté le plus méridional, appelé comté de Monroe. L'île et le plan d'eau se trouvent à l'est-nord-est du siège de comté, Key West.

#### Accès

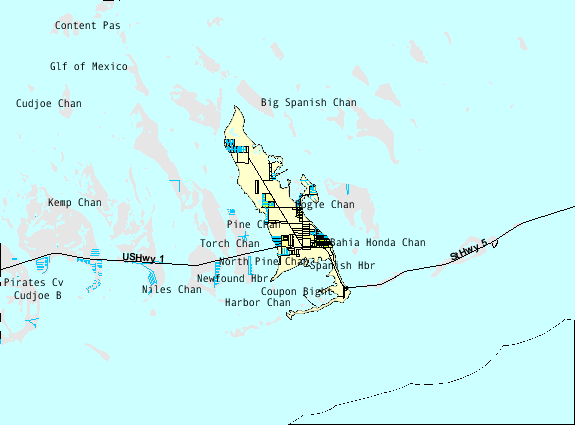
Carte schématique de Big Pine Key.

Pour atteindre le Blue Hole par la route, il faut commencer par emprunter l'Overseas Highway, voie rapide qui relie Key West au reste de l'État en passant d'île en île, et notamment par Big Pine Key. Une fois arrivé au mile 30,5,, où se trouve le seul feu de signalisation de l'île, il faut ensuite tourner à droite si l'on progresse vers le sud, puis prendre à gauche quand une fourche se présente. On se retrouve alors sur l'Highway 940, également appelée Key Deer Boulevard, une voie qui s'enfonce en direction du nord à travers des hammocks de bois dur et des pins. Elle coupe le National Key Deer Refuge en deux.
Le Blue Hole est situé au sein de cette aire protégée,,,, un National Wildlife Refuge qui préserve le cerf des Keys (Odocoileus virginianus clavium), sous-espèce du cerf de Virginie (Odocoileus virginianus) endémique de l'île et de quelques voisines. Pour l'atteindre, il faut en effet s'y enfoncer en empruntant le Key Deer Boulevard en direction du nord sur 3,2 miles. Le site est indiqué par un panneau indiquant « Blue Hole Observation Pool Entrance ». Les places de stationnement du Blue Hole sont alors sur la gauche. Il y a seulement quelques habitations éparses aux alentours, mais les plus proches du Blue Hole sont néanmoins très peu distantes, en direction du sud-ouest.

### Topologie et géologie

#### Toponymie et topologie

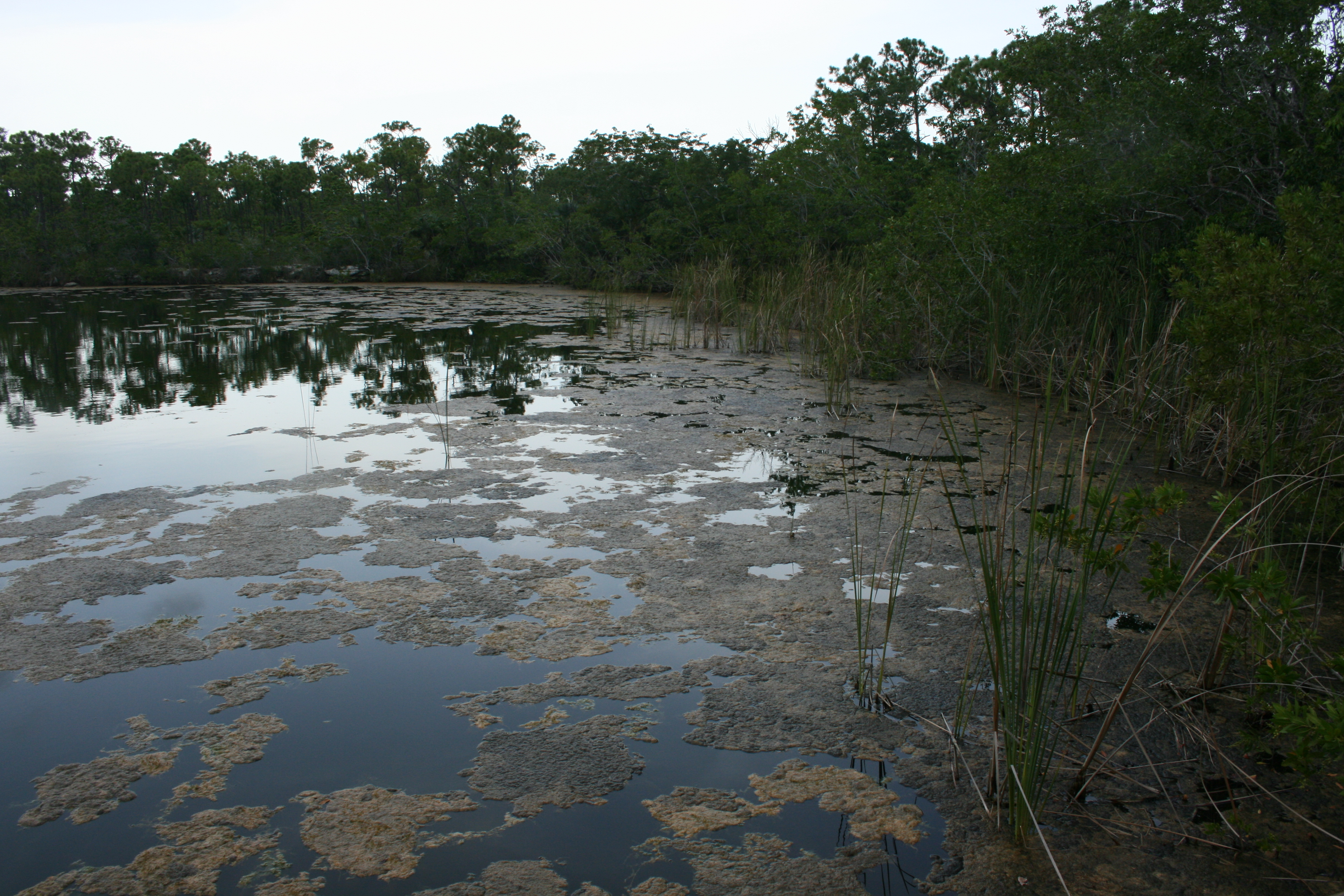
Le Blue Hole par temps couvert à orageux.

Au premier abord, le Blue Hole présente un aspect symétrique : il semble à peu près circulaire. Selon certains visiteurs, il est en outre effectivement de couleur très bleue, mais d'autres estiment au contraire qu'il ne l'est pas du tout, et que Green Hole, soit littéralement Trou Vert, aurait été plus approprié dans un monde moins orienté vers le tourisme : le toponyme trompeur, littéralement Trou Bleu en anglais, serait seulement destiné à satisfaire la demande d'eaux turquoise qu'expriment généralement ceux qui viennent dans les Keys.

#### Géologie
Le Blue Hole était autrefois une dépression naturelle, résultat de la lente dégradation que fait subir aux roches molles les détritus riches en acide que contient le sol avoisinant. Mais sa forme circulaire n'est pas originelle. Élargie par l'homme, la dépression a été transformée en carrière,,,,, de calcaire avant d'être finalement abandonnée,. On y extrayait, quand elle était exploitée, des matériaux rocheux qui furent utilisés pour construire beaucoup des axes de communication passant un peu plus loin. Aussi le Blue Hole est-il parfois désigné comme un emprunt.
Selon certaines sources, sa transformation en carrière daterait de l'époque des chemins de fer, et le Blue Hole serait donc une sorte de ballastière. Il aurait servi, selon ces mêmes sources, à la construction de l'Overseas Railroad, ligne légendaire prolongeant le réseau construit par Henry Morrison Flagler sur la péninsule de Floride. Pour d'autres, le Blue Hole aurait également servi à des travaux routiers, certains estimant même qu'il fut principalement utilisé à cette fin et que la carrière daterait seulement de la construction des premières routes de Big Pine Key. Ces travaux auraient eu lieu dans les années 1930. Mais d'autres soutiennent encore que le Blue Hole serait apparu au milieu du siècle, et on ne sait pas, finalement, si ce fut pour la première voie rapide, les routes de Big Pine Key elle-même ou quelque autre usage, son emplacement n'étant proche d'aucune des grandes voies. Ces derniers assurent qu'ils sont à peu près certains que ce ne fut pas pour le chemin de fer que le Blue Hole fut creusé.
Quoi qu'il en soit, la carrière a été exploitée pour son calcaire oolithique, lequel est dur. Les ouvriers extrayaient l'essentiel de ce dont ils avaient besoin sur ce site spécifique, qui ne s'appelait pas encore de son nom actuel. Il y avait néanmoins d'autres carrières sur l'île, dont au moins une plus au sud à peu de distance du Blue Hole.

### Climat et hydrologie

#### Climat
La température peut atteindre 80 degrés Farenheit.
| Mois                              | jan. | fév. | mars | avril | mai  | juin  | jui.  | août  | sep.  | oct.  | nov. | déc. |
| --------------------------------- | ---- | ---- | ---- | ----- | ---- | ----- | ----- | ----- | ----- | ----- | ---- | ---- |
| Température minimale moyenne (°C) | 18   | 19   | 21   | 22    | 24   | 26    | 26    | 26    | 26    | 24    | 22   | 19   |
| Température moyenne (°C)          | 21   | 22   | 23   | 25    | 27   | 28    | 29    | 29    | 28    | 27    | 24   | 22   |
| Température maximale moyenne (°C) | 24   | 24   | 26   | 27    | 29   | 31    | 32    | 32    | 31    | 29    | 27   | 25   |
| Précipitations (mm)               | 63,5 | 41,9 | 45,7 | 53,8  | 98,6 | 137,7 | 104,4 | 139,2 | 160,8 | 116,3 | 66,5 | 56,9 |

#### Hydrologie
Le Blue Hole contient de l'eau douce, ce qui est rare dans les Keys. C'est en effet le seul point d'eau douce de taille substantielle dans cet archipel et le seul point d'eau douce de Big Pine Key, dont il est l'un des rares points d'eau. L'eau douce y forme une couche qui repose sur une couche d'eau salée,. Elle est alimentée par les pluies.
Aucun cours d'eau n'alimente le Blue Hole, qui ne donne par ailleurs naissance à a aucun émissaire. Son alimentation en eau dépend entièrement des précipitations ainsi que des infiltrations existant dans le calcaire alentour, lesquelles lui fournissent des apports en eau salée,,,. Il s'agit de l'un des rares sites des Lower Keys à disposer d'une ressource en eau douce. C'est même le plus grand point d'eau douce de toutes les Keys,,.
De nombreux autres sites de Big Pine Key disposent d'une réserve d'eau douce formée par la pluie.
Pendant l'ouragan Wilma, le Blue Hole est submergé par l'eau de mer et l'inondation tue tous les animaux, y compris les alligators et les tortues. Des Kinosternon, des tortues boîtes, différents poissons et de nombreux escargots, insectes et oiseaux sont retrouvés morts. L'épisode laisse les animaux survivants sans point d'eau douce où s'abreuver, et ils sont retrouvés déshydratés plusieurs jours après. Les habitants de l'île trouvent encore des Trachemys scrypta srypta à peine vivantes au milieu de leur rues trois semaines après le passage de l'ouragan.

## Faune et flore

### Flore et insectes

#### Flore

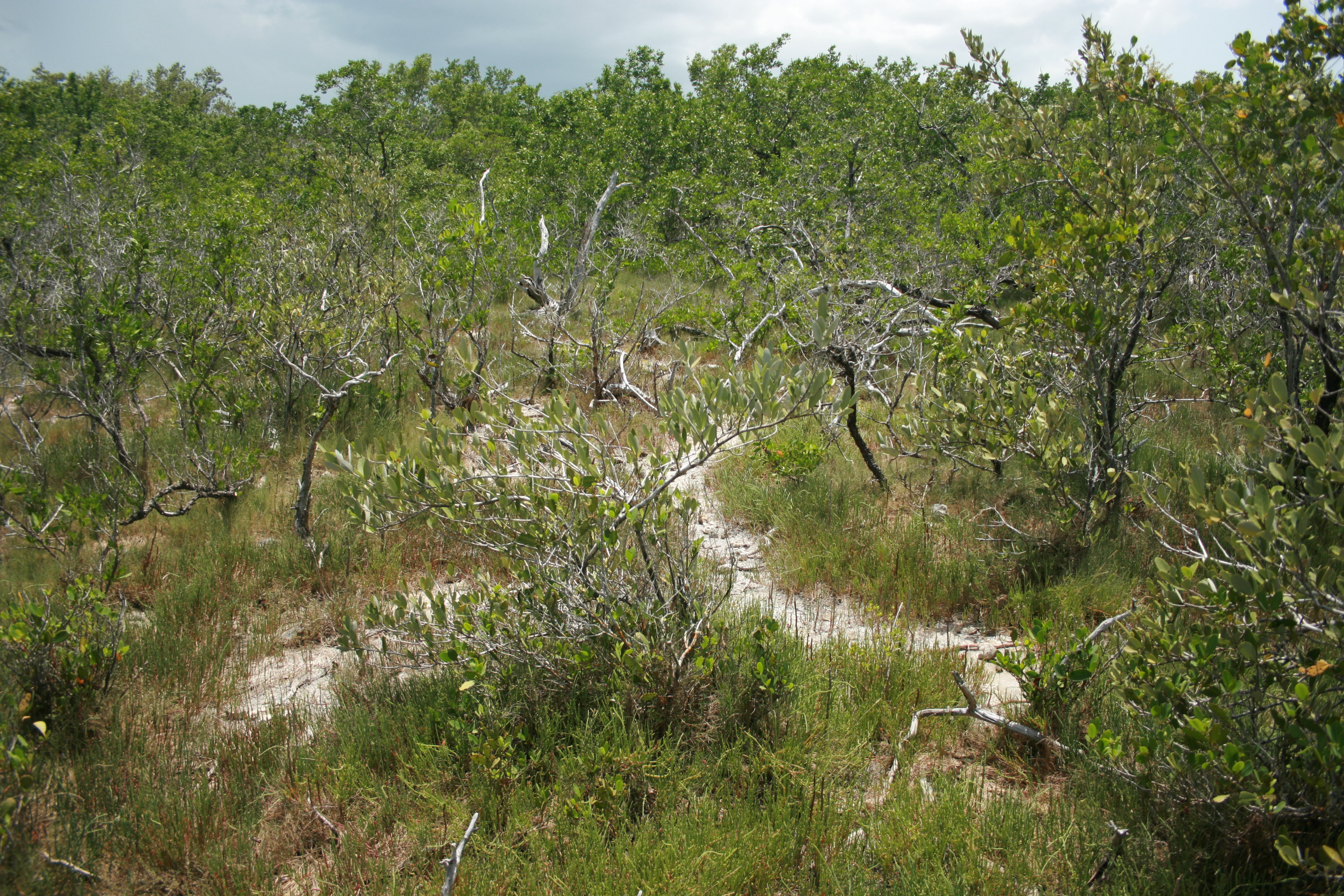
Végétation sur Big Pine Key.

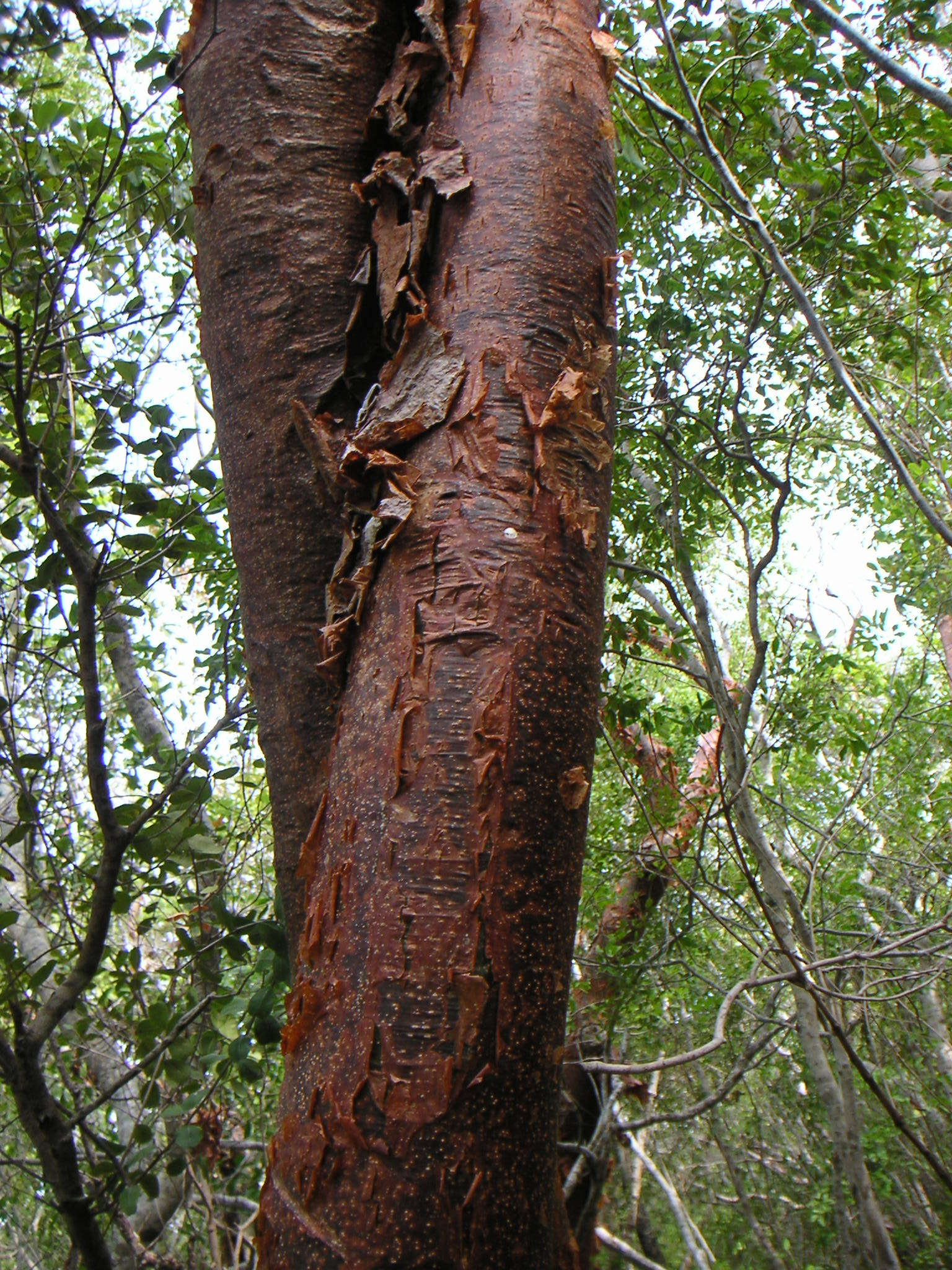
Bursera simaruba dans les Keys.

Le long du sentier à l'arrière du Blue Hole, les formes végétales sont impressionnantes. Des Conocarpus, des arécacées et des Bursera simaruba y poussent sans presque aucune couche de terre au-dessus de la roche. C'est également ce que fait le pin d'Elliott (Pinus elliottii), qui a donné son nom à Big Pine Key. Une grande variété d'orchidées et de plantes aériennes se servent des arbres tombés pour pousser. On a relevé la présence de Serenoa repens, Thrinax microcarpa, Thrinax parviflora et Coccothrinax argentata sur le site.
Le Watson Hammock comprend une forêt de gumbo-limbos, de goyaviers, d'acacias, de Metopium toxiferum et de figuiers étrangleurs. Sur Big Pine, Evolvulus grisebachii semble se concentrer sur Key Deer Boulevard et Watson Boulevard, près du Blue Hole, et ce que ce soit sur des propriétés privées ou des espaces protégés par le National Key Deer Refuge.
La présence de Bourreria cassinifolia est relevée à proximité du site en 1962 puis dans les années qui suivent. La station est encore observée en 2001, et elle compte alors trois specimens.
Espèce invasive, le faux-poivrier (Schinus terebinthifolius) est également commun sur Big Pine Key, et on trouve souvent Electrostrymon angelia à proximité. Le site permet d'observer Strymon acis bartrami et Anaea troglodyta floridalis, le Blue Hole étant un site particulièrement abondant en larves de cette seconde sous-espèce.

#### Insectes et araignées
Le site dispose également d'arbrisseaux florissants, notamment des Lantana et des Crotalaria, plantes qui attirent des papillons associés, notamment de la famille des Hesperiidae. 
On a pu y observer Tramea insularis et Erythrodiplax berenice, mais aussi l'anax de juin (Anax junius), Brachymesia furcata et Ischnura ramburii. On y voit également de grandes toiles de néphiles dans la forêt avoisinante.

### Poissons et oiseaux

#### Poissons
La faune du Blue Hole est variée et comprend des crapets arlequins (Lepomis macrochirus), de nombreux Cyprinodontidae et autres Poeciliidae ainsi que des cichlidés du Texas (Herichthys cyanoguttatus), originaires du Texas. Plusieurs tarpons (Megalops atlanticus) s'y sont retrouvés après les inondations de l'ouragan Wilma en 2005.
En observant par-dessus le bord du kiosque d'observation, on peut alors apercevoir des poissons de petite taille présentant une tête rouge et une queue d'un turquoise iridescent ; il s'agit de Poecilia latipinna mâles arborant les couleurs qu'ils adoptent pendant la saison des amours.
La faune du Blue Hole comprend des poissons et des tortues, ainsi que quelques limicoles occasionnels.
Un spécimen d'Osteoglossum bicirrhosum a été photographié dans le Blue Hole en 2003.
Des animaux aquatiques évoluant en eau douce, rares dans le reste des Keys, peuvent y être trouvés : anoures, des tryonchidés ou encore l'achigan à grande bouche (Micropterus salmoides).

#### Oiseaux
Le Blue Hole attire le martin-pêcheur d'Amérique (Megaceryle alcyon) mais aussi le héron vert (Butorides virescens).
Le mois de mai est la saison des amours pour les hérons verts (Butorides virescens), lesquels ont construit quelques nids en 2009. Les oiseaux migrateurs représentés comprennent des tudinés et des viréonidés.
On trouve au Blue Hole des échasses d'Amérique (Himantopus mexicanus), des bihoreaux gris (Nycticorax nycticorax), mais aussi des canards. On peut y voir des grèbes à bec bigarré (Podilymbus podiceps) et des hérons verts (Butorides virescens) ; par ailleurs, l'érismature routoutou (Nomonyx dominicus) et la grèbe minime (Tachybaptus dominicus) y ont déjà été aperçus. En décembre 2008, la section de la Société nationale Audubon chargée des Keys s'est réunie au Blue Hole pour procéder au décompte des oiseaux qui a lieu chaque année à Noël dans tout le pays. La première observation de l'hirondelle chalybée (Progne chalybea) en Floride a eu lieu sur Big Pine Key pendant la migration du printemps 1977, d'abord le 7 mai 1977 au nord du Watson Hammock puis par plusieurs observateurs le 14 mai au Blue Hole, où il put être examiné à une distance d'une soixantaine de pieds pendant dix à 15 minutes,. Ces dernières observations ont lieu tard dans la matinée et tôt dans l'après-midi : elles permettent de voir le spécimen glissant à la surface du plan d'eau et collectant des insectes avant de se percher sur des câbles le long du Key Deer Boulevard.
Une colonie d'Apalone ferox réside au Blue Hole,,,. Cette population est isolée des autres populations de cette espèce aux États-Unis, et on n'a pas su déterminer si elle était indigène ou non,. On trouve également des tortues de Floride (Trachemys scripta elegans)

### Reptiles

#### Tortues

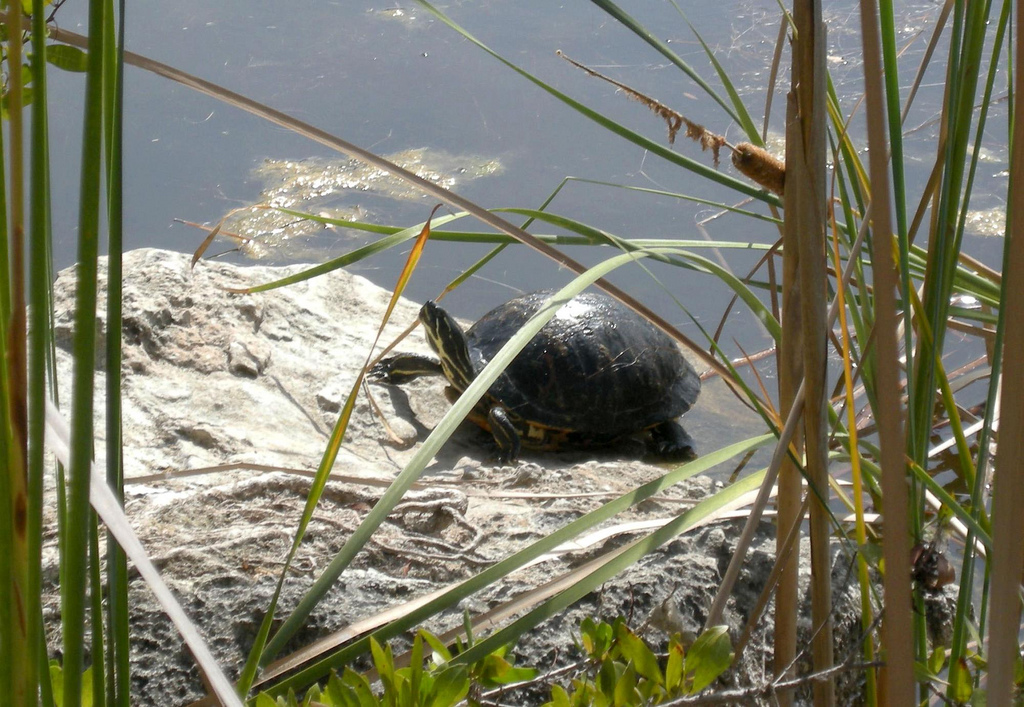
Tortue sur les bords du Blue Hole.

Le site attire des iguanes, et des serpents, des serpents venimeux. Les tortues à carapace molle sont assez nombreuses,. Plusieurs espèces de gros reptiles sont susceptibles de fréquenter les lieux.

#### Alligators

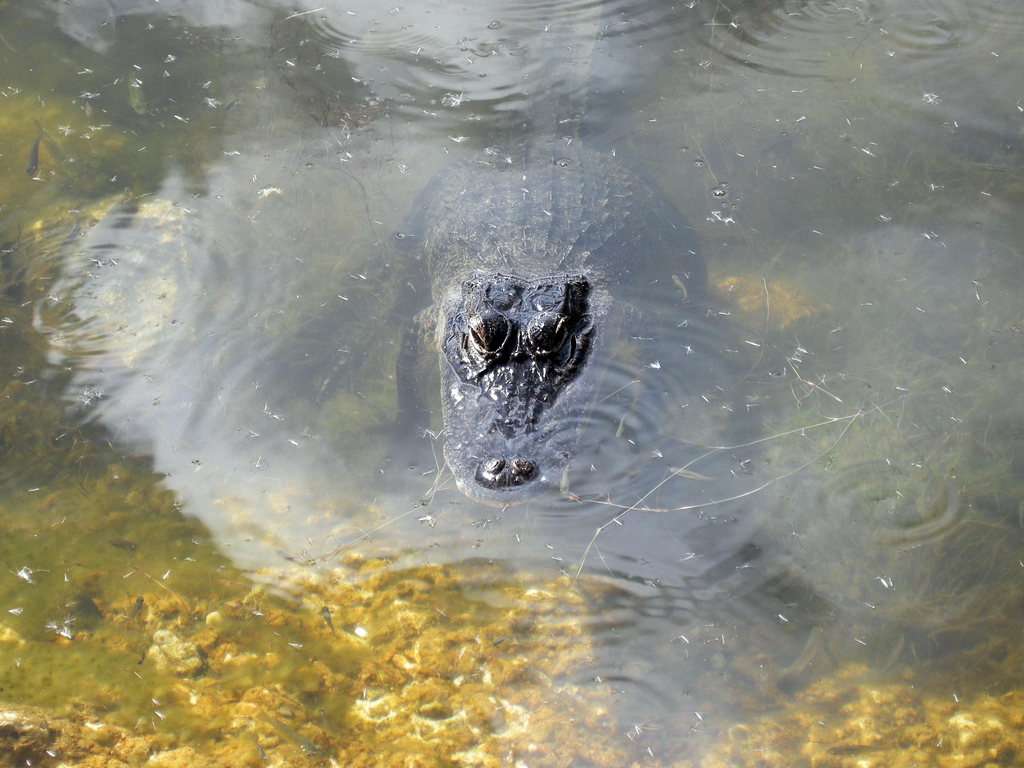
Alligator d'Amérique dans le Blue Hole.

Le Blue Hole est devenu un « habitat naturel d'alligators ».
En 2005, le Blue Hole a connu une inondation et les alligators ont dû être récupérés sur des îles voisines avant d'être ramenés sur le site.
Au début de l'année 2008, le Blue contient un alligator que l'on a nommé Bacardi du fait de son baguage, qui affiche le numéro 151,. Mais l'animal, qui mesure alors environ 2,75 m,, est trouvé mort dans le Blue Hole le 29 avril 2008. Les officiels établissent la cause de sa mort le lendemain par le biais d'une nécropsie : Bacardi est mort en avalant un jouet, une tortue en plastique, de seulement 5 × 7,5 cm environ, soit la taille d'un emporte-pièce pour cookies. L'objet s'est bloqué entre l'estomac et l'intestin, réduisant sa capacité de digestion : l'alligator pesait 85 kilos, contre environ 113 en moyenne pour ses congénères du même âge. Il y avait également un soldat en plastique dans son estomac. Aussi le décès de l'animal est-il qualifié d'inutile par Anne Morkill, responsable du refuge, puis attribué par elle à la négligence de quelqu'un.
La femelle qu'il courtisait, dernière résidente du Blue Hole après sa mort, ne lui a jamais donné de descendance. Longue d'environ 1,80 m, elle est toujours présente dans le Blue Hole en mai 2009. À cette date, elle pousse son cri amoureux depuis environ deux mois. Bacardi avait une autre partenaire dont le statut était mal établi en janvier 2009.
Les alligators du Blue Hole sont les seuls alligators connus des Keys. Ces animaux sont en effet dépendants de l'eau douce, bien plus que les crocodiles, et ils dépendent donc de plans d'eau tels que celui-ci.
Les locaux racontent l'histoire d'un boxer du voisinage qui une nuit, pour une raison inconnue, tenta de traverser le Blue Hole. Il fut mangé par un alligator.

## Présence humaine

### Protection

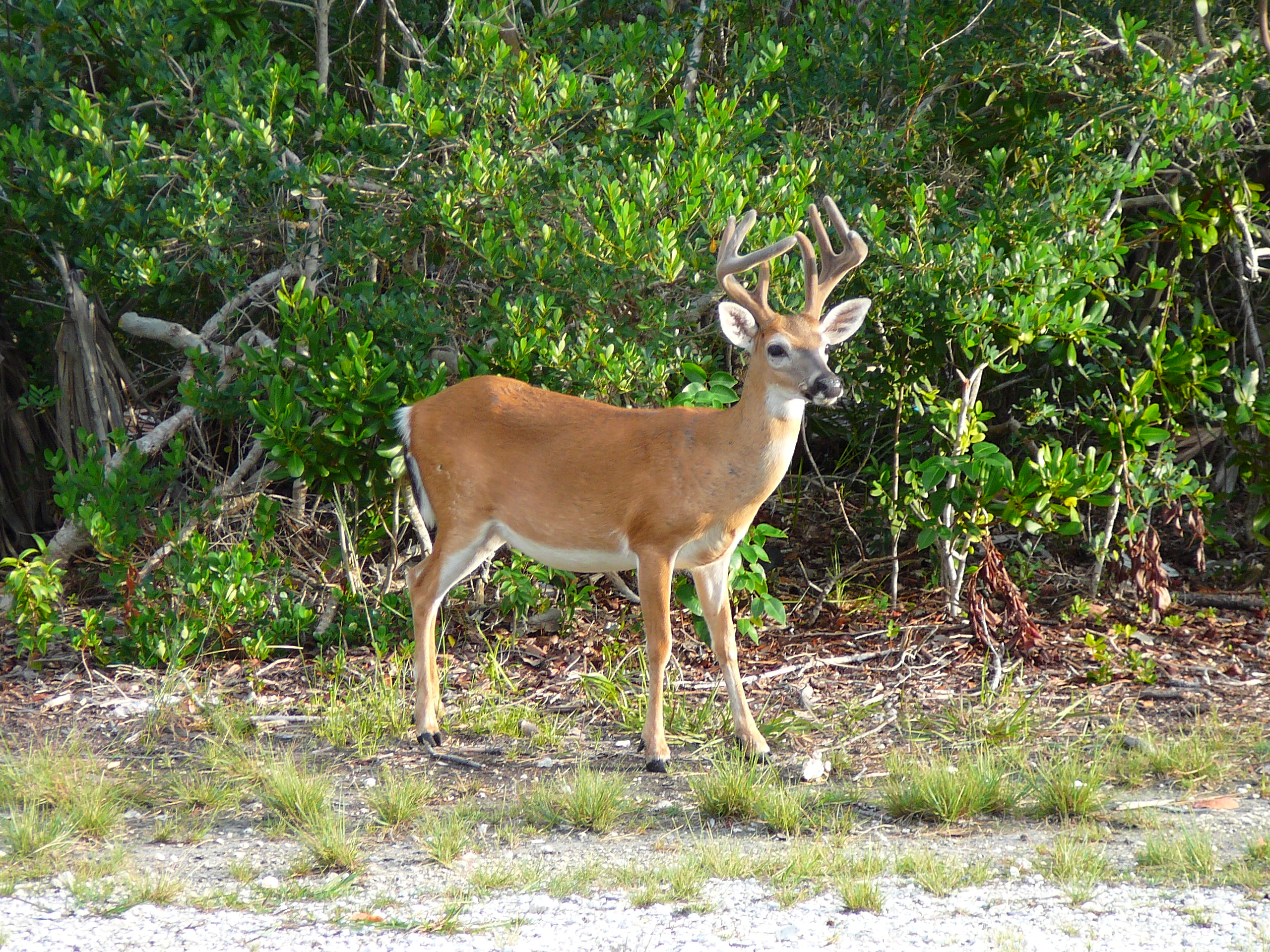
Un cerf des Keys sur Big Pine Key.

#### Origines
La couche d'eau douce en surface attire de nombreux animaux terrestres venus y boire, parmi lesquels le cerf des Keys (Odocoileus virginianus clavium). Selon certains guides, il serait vital pour ces animaux. D'autres la qualifient de cruciale pour toute la vie sauvage, en particulier pour le cerf.
La réserve est établie par le gouvernement fédéral en 1954 afin de protéger le cerf de Virginie, la population duquel avait connu d'importantes pertes du fait de la chasse excessive ainsi que de la destruction de son habitat. Il était alors proche de l'extinction.
Une plaque commémorative en métal présente sur le site est dédiée à la mémoire de John William "Bill" Milling, né le 1er février 1940 et mort le 28 mars 2000. D'après cette plaque, « le Blue Hole n'a jamais eu un si bon ami ». Milling a protégé le site et informé de nombreuses personnes à son sujet. Le Blue Hole était particulièrement cher à son cœur.

#### Personnel
Le Blue Hole est surveillé par une équipe de volontaires qui partent généralement en vacances pendant l'été, ce qui réduit considérablement ses moyens. En janvier 2009, cette structure est incapable d'assurer la surveillance du site pendant une semaine complète.
On trouve des brochures sur le Blue Hole au centre des visiteurs.
Des rangers du refuge et des volontaires, fréquentent le Blue Hole pour y répondre aux questions des visiteurs. Il s'agit de l'un des quatre points d'accueil des visiteurs du refuge avec celui du centre commercial Big Pine Key Plaza, celui du Jackson Wildlife Trail et celui du Fred Mannillo Trail.

### Aménagement

#### Signalisation

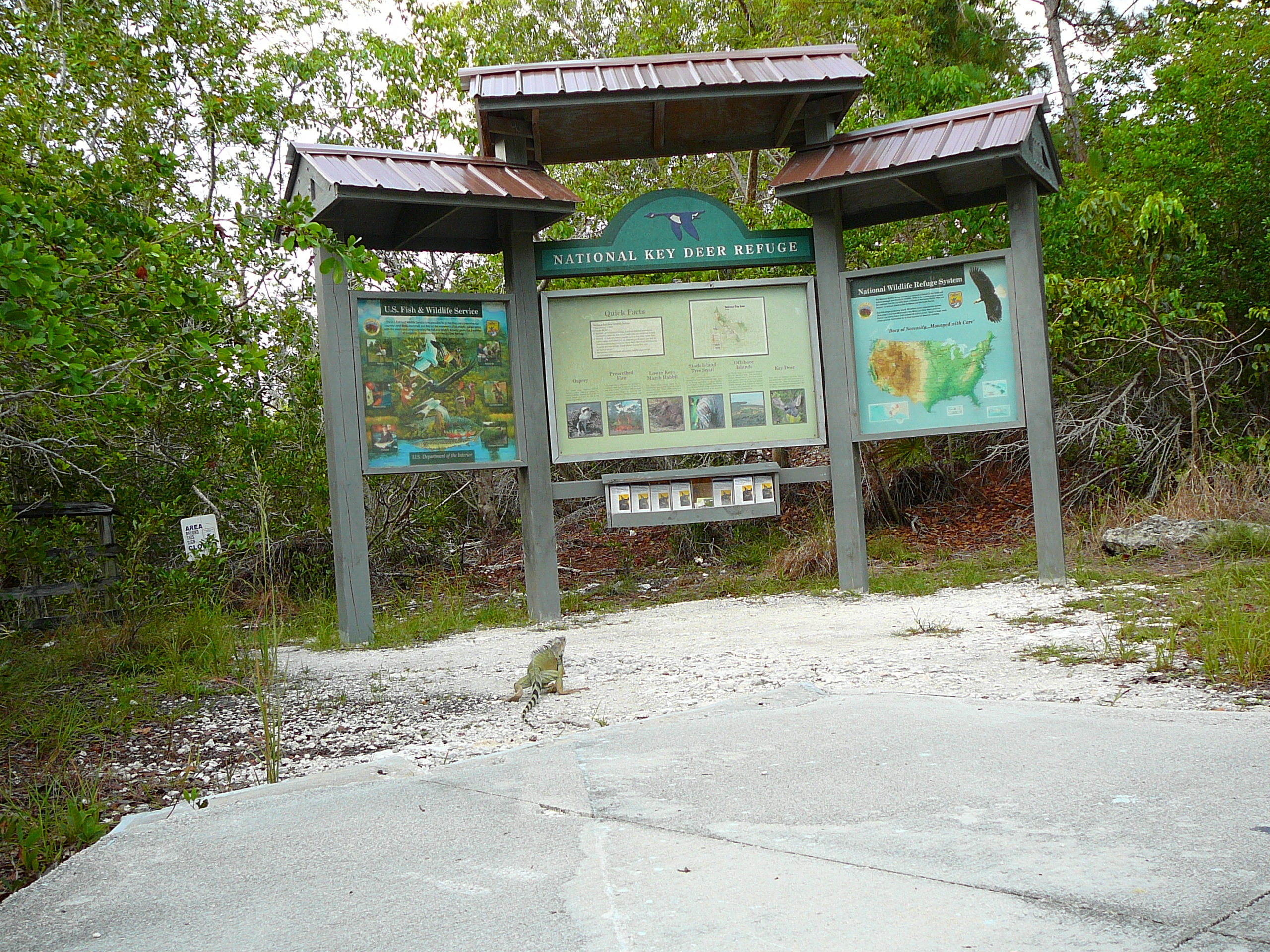
Le principal panneau d'information sur le site du Blue Hole.

Il convient de rester sur le kiosque d'observation et le sentier balisé pour sa propre sécurité.
Le Blue Hole dispose d'un kiosque d'interprétation et d'une plateforme d'observation. Mais certains visiteurs reprochent au site l'excès de barrières qui l'entourent pour une attraction qui reste modeste. En outre, le sentier qui fait le tour du plan d'eau ne disposait pas de bancs où s'asseoir et contempler la nature en avril 2008. Ceci conduit les visiteurs à se concentrer sous le kiosque d'observation, lequel prend parfois l'aspect d'une aubette, effet qui ruine la beauté du lieu.
Le parking a été cimenté dans le courant de l'année 2008. Il fournit désormais de l'ombre aux visiteurs. Le site a également été nettoyé dans le courant de l'année 2008 : les sentiers ont été élagués, les installations peintes et enfin installés des panneaux sans pour autant en abuser.
Des panneaux sur le site indiquent la présence de serpents venimeux.

#### Sentiers

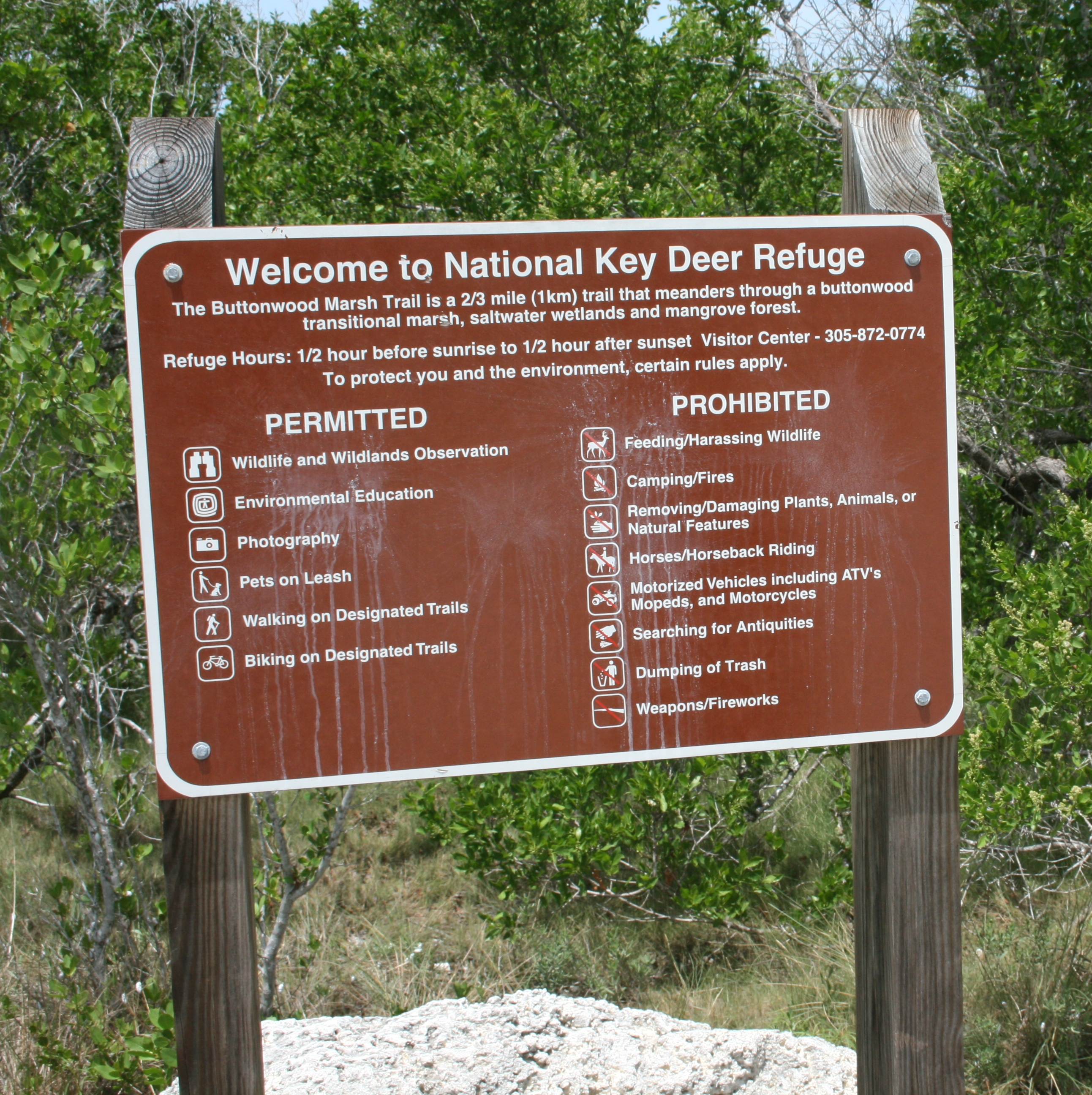
Panneau de bienvenue au départ d'un sentier du National Key Deer Refuge.

Le site est accessible aux personnes handicapées,,. Le parc de stationnement est par ailleurs très proche de la plateforme d'observation.
Un petit sentier en boucle parcourt le hammock depuis l'arrière du Blue Hole. On peut facilement y perdre une demi-heure à une heure en prenant son temps pour lire les panneaux d'information de la plateforme et prendre des photos. Appelé Blue Hole Trail, il est complémentaire du Jack C. Watson Nature Trail en ce sens qu'ils exposent chacun un habitat différent au sein du refuge. Le Blue Hole Trail mesure 0,4 mile et fait le tour du Blue Hole.
Au-delà du Blue est situé à un tiers de mile environ le départ du sentier d'interprétation appelé Jack C. Watson Nature Trail, le seul à être marqué dans le refuge. Il mesure entre 0,5 et 0,7 mile,,, et propose des informations sur la faune et la flore des Lower Keys. Il pénètre au sein d'un hammock de bois dur tropical à proximité d'un autre sentier, accessible aux personnes en fauteuil roulant, et qui passe à travers des pinaies rocailleuses jusqu'à atteindre une zone humide, un bourbier contenant de l'eau douce. Ce dernier sentier, le Mannillo Trail, mesure 0,1 mile et a été aménagé en 1997.

### Tourisme et conséquences

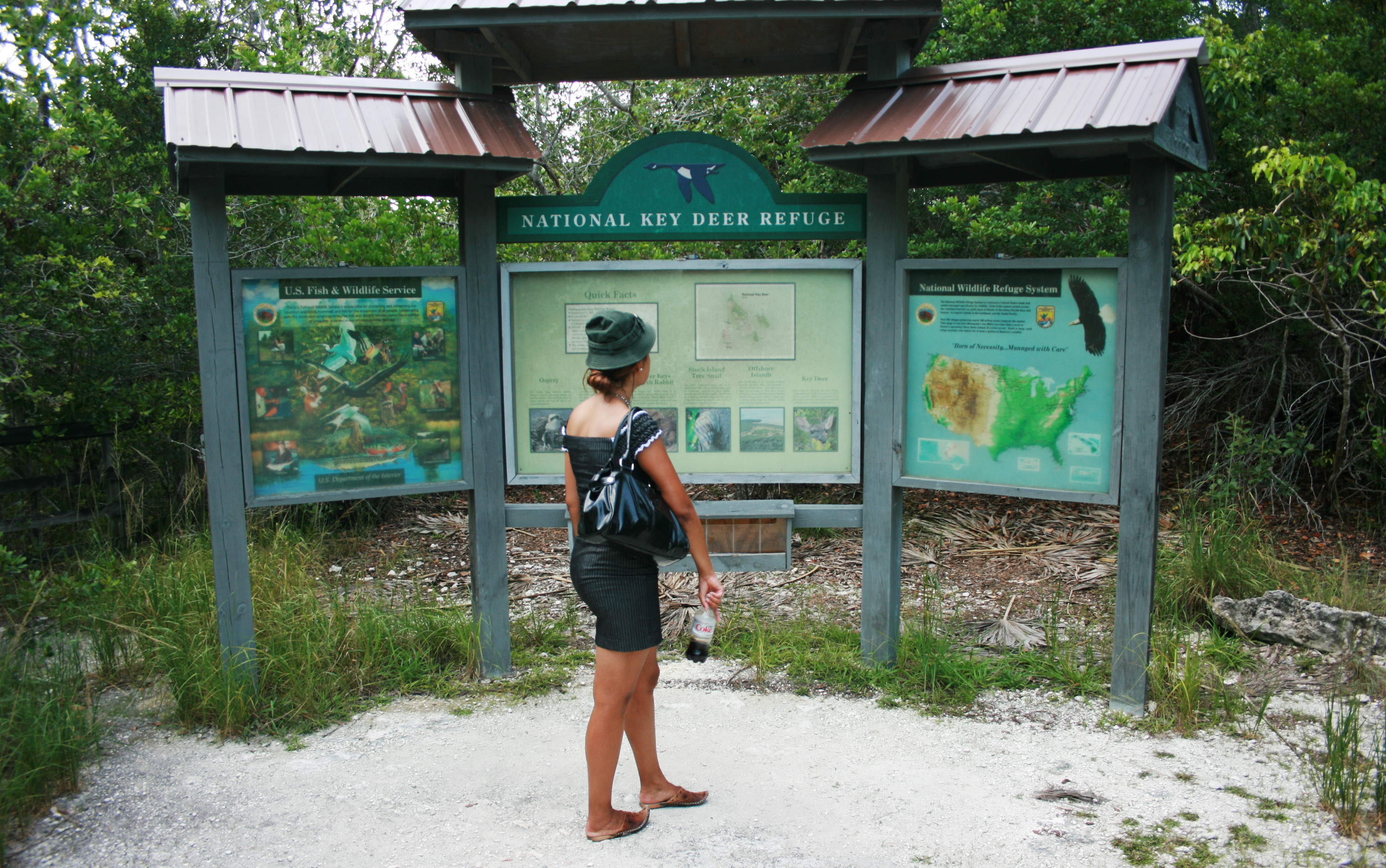
Une touriste devant le principal panneau d'information du site.

Les alligators et les autres animaux dangereux valent au Blue Hole d'être cité dans tous les guides touristiques.

#### Attractivité
Le Blue Hole est un bon site pour faire de la vidéo, ou prendre des photos,,, car il n'est pas nécessaire de trimballer le matériel sur de longues distances. Afin de ne pas déranger les alligators, il est conseillé de prévoir un zoom. Le site est particulièrement intéressant pour la photo à l'aube et au crépuscule. On peut également s'y asseoir et simplement observer le spectacle de la nature.
Le Blue Hole et le Watson Nature Trail attirent plus de visiteurs que No Name Key. De fait, le plan d'eau est le site le plus visité de Big Pine Key, s'agissant d'un site où l'on a certaines chances de voir la vie sauvage. C'est un bon endroit pour voir les cerfs des Keys, tout comme peut l'être No Name Key, en particulier au coucher du soleil. On dit qu'ils sont particulièrement actifs aux heures fraîches de la journée, tôt le matin ou tard dans la soirée ; ils sont par ailleurs assez difficiles à apercevoir. Le site est également recommandé pour l'observation des oiseaux.
Les alligators peuvent souvent être aperçus sur les bords, où ils profitent du soleil avec paresse et un certain plaisir. Le site est particulièrement conseillé pour voir des alligators hors de l'eau ; c'est une solution pour qui veut en voir sans aller dans les Everglades. Mais les bords du plan d'eau peuvent être fermés si les animaux les occupent.

#### Dégradations
Le contenu de la boîte qui sert à recueillir des fonds a été volé en avril 2009 : le voleur a d'abord tenté de l'ouvrir avant de l'arracher entièrement puis de l'abandonner.
Il est interdit de nourrir les alligators,, de les attirer ou de les déranger, ce que rappelle un panneau d'information sur place, mais beaucoup de visiteurs le font, ce que le guide Lonely Planet décrit comme « illégal et irresponsable ». Il ne faut pas non plus nourrir les cerfs, car cela menace leur survie.
Le 16 mai 2009, il est établi par une volontaire appelée Carlene Edwards que le site est fréquenté par une nouvelle femelle, plus grosse que la présente, car mesurant certainement entre 210 et 245 centimètres. La femelle alligator se nourrit de tortues qu'elle chasse, ce qui constitue une attraction pour les visiteurs présents sur les lieux à cette occasion.
En janvier 2009, des caméras de sécurité étaient attendues, ainsi qu'une dispositif d'éclairage détecteur de mouvements.
Le Blue Hole et les sentiers voisins constituent un bon point de départ pour explorer le refuge.